# Gårdar och torp i Hakarps socken
| Skattehemman                          | Skattehemman |
| Gård                                  | Mantal       |
| ------------------------------------- | ------------ |
| Björstorp                             | 1/4          |
| Brunnstorp                            | 1/4          |
| Hulustorp                             | 1/2          |
| Hökhult                               | 1/4          |
| Kämparp                               | 1/8          |
| Stibbarp                              | 1            |
| Stora Tokarp                          | 1            |
| Vassarp Västra                        | 1/2          |
| Bråneryd och Stockeryd                | 1            |
| Totalt                                | 4 7/8        |
| Kronohemman                           |              |
| Huskvarna Gevärsfaktori m. Krutbruket | 1            |
| Kikstorp                              | 1/2          |
| Råmmarp                               | 1/2          |
| Hakarps sockens pastorsbostad         | 3/4          |
| Totalt                                | 2 3/4        |
| Frälsehemman                          |              |
| Ammarp                                | 3/8          |
| Baggarp                               | 1/4          |
| Bockamålen                            | 1/4          |
| Eskilstorp                            | 1/4          |
| Fagerslätt                            | 1/2          |
| Gunnestorp                            | 1/2          |
| Höggärdet                             | 1/2          |
| Hagstensgärdet                        | 1/2          |
| Ingelycke                             | 1/4          |
| Knutstorp                             | 1/4          |
| Kixtorp                               | 1/4          |
| Läxarp                                | 1/2          |
| Rosendahl                             | 1            |
| Dalskog (Raten)                       | 1 3/4        |
| Smedstorp                             | 1            |
| Svineryd                              | 1/2          |
| Slögestorp                            | 1/2          |
| Stutstorp                             | 1/4          |
| Lilla Tokarp                          | 1/2          |
| Vassarp Östra                         | 1/2          |
| Vissmålen                             | 1/4          |
| Hakarps säteri                        | 2 1/2        |
| Gruveryd (nuv. Göransbergs säteri)    | 2            |
| Stensholm                             | 3            |
| Totalt                                | 18           |
| Totalt                                | 25 5/8       |

I Hakarps socken har det funnits ett hundratal torp och backstugor fördelade på drygt 30 gårdar. I artikeln ingår gårdar och torp som har legat i det nuvarande området för Hakarps socken och den omfattar därför även Egnahem, Stensholm och Pettersberg. Den största gården i Hakarps socken är Stensholms säteri. Andra större gårdar är Hakarps säteri och Göransberg.
Ortnamnsforskning har visat att Hakarps socken bebyggdes relativt sent. Förmodligen kom de första bebyggarna under övergången från vikingatid till medeltid. Under 1700-talet byggdes många torp, och 1860 fanns det ungefär 100 stycken vilka betalades genom dagsverken. År 1943 förbjöds dagsverke som betalningsform, vilket medförde att många torp friköptes.

## Historia
Det är svårt att räkna det exakta antalet torp och gårdar som har funnits i Hakarps socken. Det är något enklare att räkna antalet gårdar, som uppgår till lite drygt 30 stycken. Antalet torp rör sig om över en bit över 100 stycken, minst.
Under 1700-talet blev torp vanliga på större gårdar, och byggandet av dem ökade alltjämt. Under mitten av 1800-talet kulminerade bebyggelsen, som resulterade i 100 torp och backstugor år 1860. De som bebodde torpen ägde varken huset eller marken de brukade, utan arrenderade det genom dagsverken hos markägaren. Dagsverkena utfördes inte bara av mannen i torpet, utan emellanåt även av kvinnor och barn. Ju större torp, desto fler dagsverken. När torparna inte längre klarade av att utföra dagsverken måste de flytta från torpet. De fick då flytta in i en så kallad backstuga som arrenderades av husbonden, där det bodde många äldre, vilket ibland resulterade i trångboddhet. I backstugorna kunde även yrkesmän och hantverkare bo. Till backstugan fanns det sällan jordbruk. När de äldre inte längre orkade bruka jorden var det inte ovanligt att deras barn övertog torpet. Då kunde det hända att de bodde kvar hos sina barn i torpet.
I takt med emigrationen från Sverige till Nordamerika och en ökad mängd industrier minskade antalet torp, och de revs ofta som ett resultat av detta. Dagsverkena minskade som betalning för bostad, för att år 1943 förbjudas. Det ledde till att många torp friköptes och många blev fritidshus. Många hus som stod tomma är ruiner med enbart grundstenar kvar.

### Mantal år 1840
1840 beskrev Peter Wieselgren i sitt verk Ny Smålands Beskrifning att Hakarps sockens skattehemman bestod av 4 7/8 mantal. Socknens kronohemman bestod av 2 3/4 mantal. Frälsehemmanen hade 18 mantal, vilket gav ett totalt mantal på 25 5/8 i socknen.

## Gårdsnamn
Ortnamnsforskning visar att även om Hakarps socken har gamla fornfynd, så dröjde det länge innan man fick en fast befolkning. I närliggande Skärstad finns äldre ortnamnsefterled, vilket visar att området fick en fast befolkning tidigare. Som ett resultat därav var Hakarp under medeltiden tillhörande Skärstad. Många gårdar ändrade genom åren marginellt gårdsnamnets stavning, varför man vid forskningen använder sig av det ursprungliga namnet. De första gårdsnamnen som finns från Jönköping kommer från stadens tänkebok från 1456–1548. Där nämns år 1458 "Hakatorp" och "Hwassatorp", och samma stavning återkommer 1546. Därigenom vet man att Hakarp förr i tiden har gått under benämningen Hakatorp, och att Vassarp har hetat Hwassatorp. Den första fullständiga beteckningen kommer från Gustav Vasas jordeböcker på 1530-talet. Dessa har nedskrivits efter uttal och inte stavning, varför det ofta är den ursprungliga formen som finns i böckerna. Många av namnen innehåller dock ord som man inte vet betydelsen av. Ett exempel på det är gårdsnamnet "Raten", den gård som idag heter Dalskog.
I Hakarps socken är gårdsnamnen oftast en sammansättning med -torp eller -arp som efterled. 19 av ungefär 30 gårdar innehåller sådana efterled och är sammansatta på samma sätt. Torp har här betydelsen en gård som först hörde till en annan gård, men som senare blivit självständig. Torp som ortnamnsefterled är särskilt vanligt från tiden efter vikingatiden när söner till bönder bröt ny mark, och döpte nyodlingen med torp som efterled. I dessa fall består oftast den första delen av ett namn, namnet på gårdens första ägare. Efterleden -arp har uppstått genom att man sammandragit a och torp.
Själva namnet Hakarp är det ursprungliga namnet på en gård där Hakarps kyrka byggdes. Byn hette, som ovan nämnt, först Hakatorp. Hakatorp är omnämnt 1458 och 1546. 1548 skrivs Hakarp första gången. Det har dock ändrats något, och former som Hakorp, Haggetorp, Hakketorp med flera, är representerade i jordeböckerna. "Haka" är genitiv av namnet Hake, vilket ger gården betydelsen "Hakes torp". 

## Gårdar och torp

### Ammarp

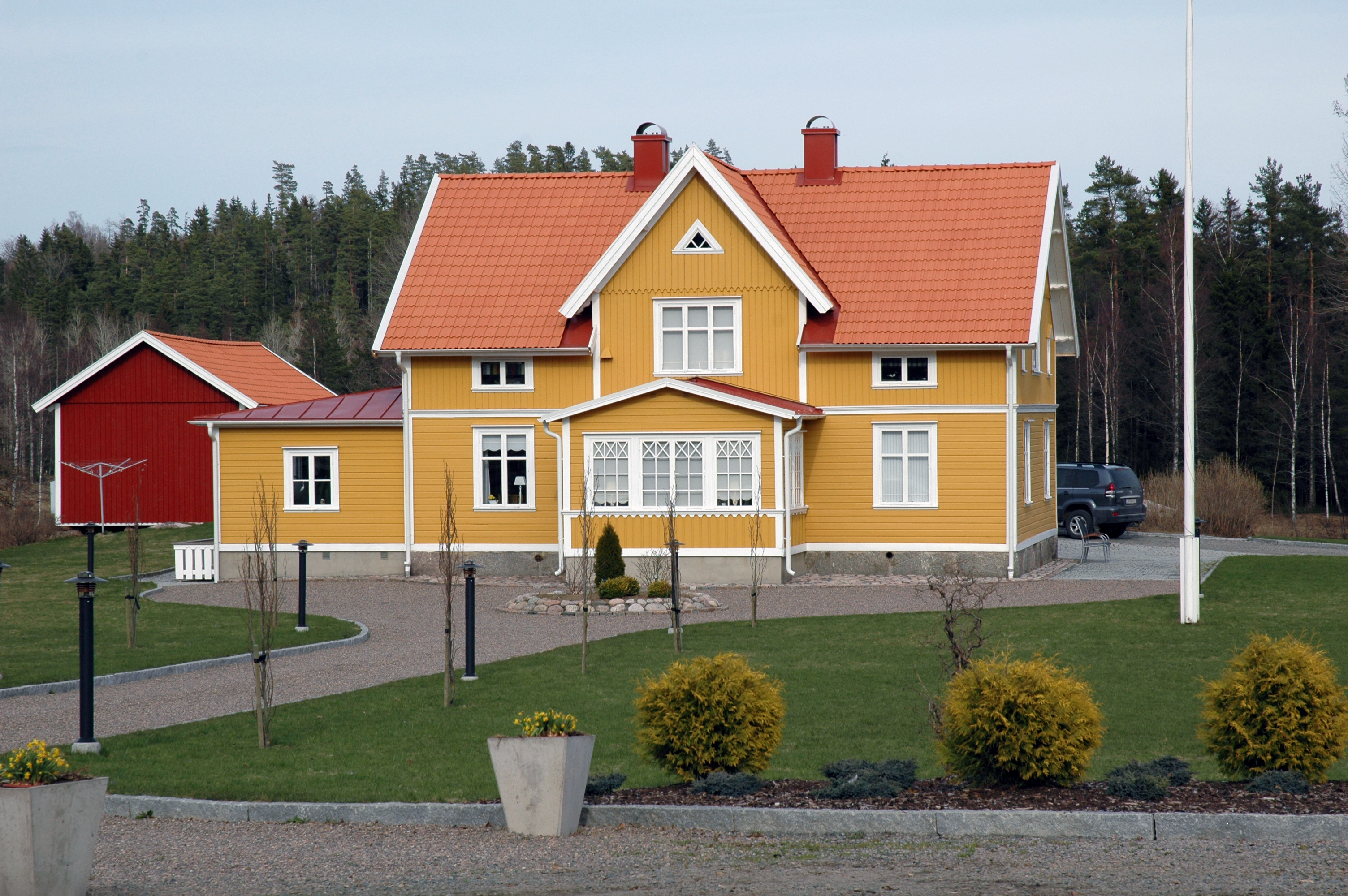
Ammarps gård

Gården Ammarp, 57°48′38″N 14°19′29″Ö / 57.81056°N 14.32472°Ö, är ett 3/8 mantal frälse som i Älvsborgs lösen fått namnet "hallna kiörkiohemman". Genom tiden har gården haft många olika ägare, och på grund av dess ålder, med omnämnelse så tidigt som under 1500-talet, har många olika delningar skett. 1652 var en okänd enskild tjänare hemmansägare. 1662 tog Israel Ridderhjelm över gården, innan 1684 Gabriel Wetterberg och så vidare. Till gården Ammarp hör torpen och backstugorna Norrängen, Berghem, Ammarpstorp, Sörängen och Bäckalyckan. Namnet finns belagt sedan 1542 års jordebok och har sedan dess förekommit i några olika varianter, såsom Ammatorp, Åmarp, och Amatorp. Namnet kommer förmodligen från mansnamnet Amme, kortform av Amund eller Ambjörn, i fornsvensk genitivform.

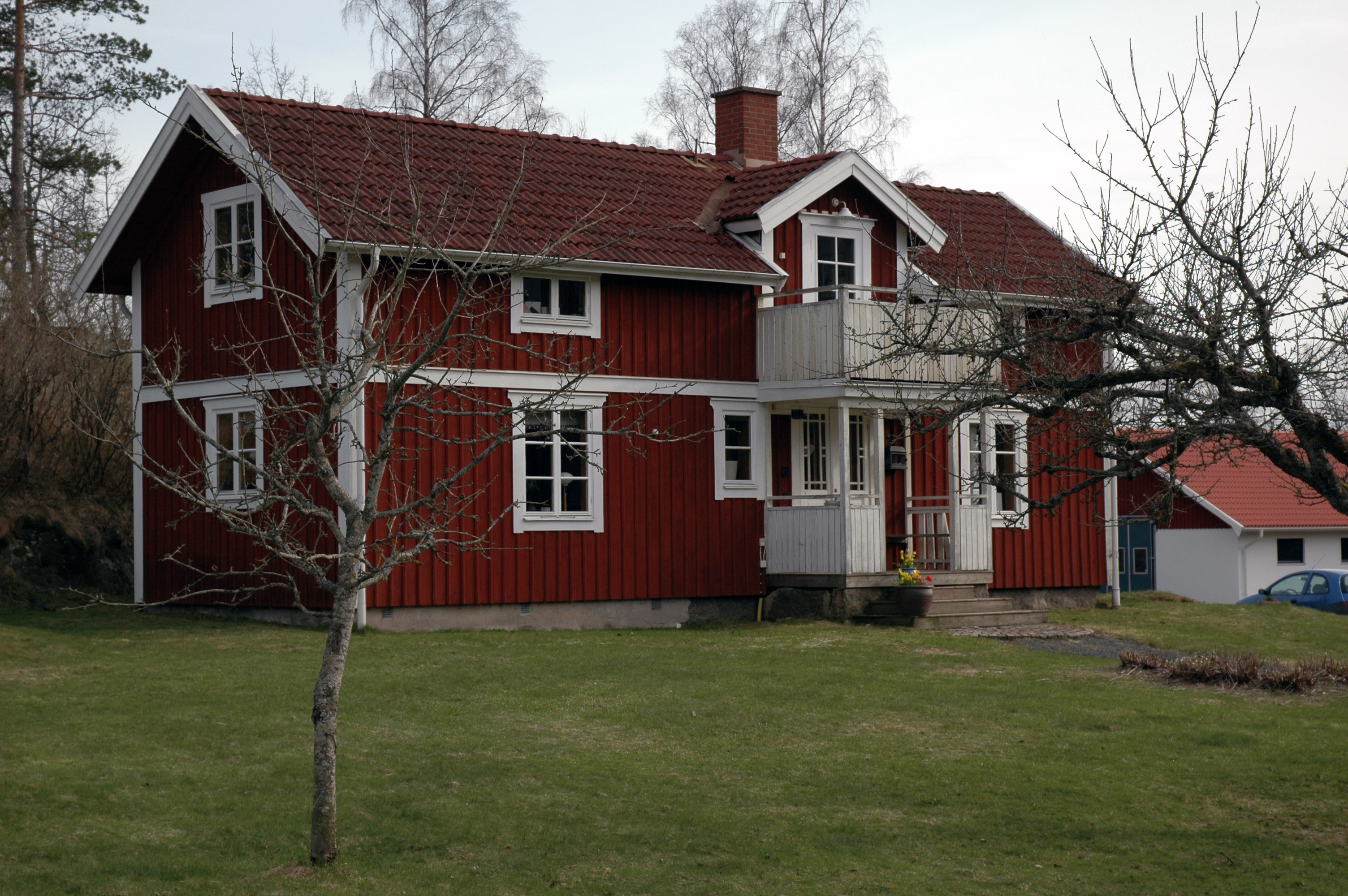
Torp i Ammarp

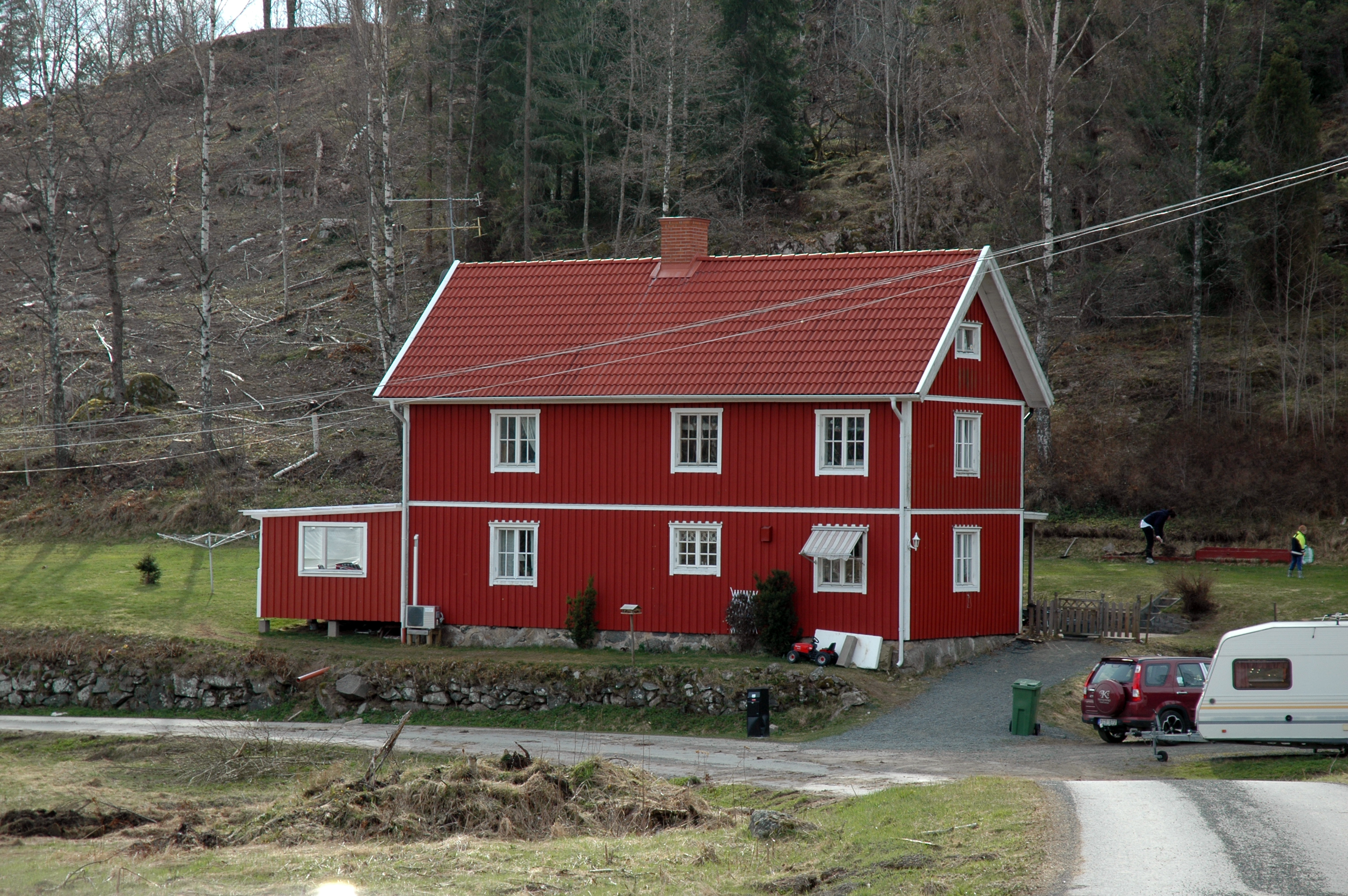
Norrängen

Ammarpstorp låg i den sydöstra delen av gårdens ägor, och var det äldsta av torpen, med anor åtminstone till år 1682. Torpare arrenderade gården med dagsverken som betalning till år 1860 när Ammarps ägare började bruka torpets åkrar. Torpet beboddes då av en skomakare, som fick börja betala hyra för torpet istället. Torpet revs år 1922 eller 1923 och idag återstår bara ruiner. År 1845 uppbådades torpet Berghem till en skräddare vid namn Jonas Johansson. Hyran bestod av 36 dagsverken om året. 1861 flyttade han till Bäckalyckan, och skräddaren Samuel Fredrik Samuelsson övertog torpet till år 1869 vartefter de flyttade till backstugan Sörängen. Johansson flyttade då tillbaka till torpet. När han flyttade därifrån år 1877 blev torpet tomt och revs därefter. Torpruinerna är fortfarande synliga.
Norrängen nämns första gången i husförhörslängderna från år 1831 skriven till Isak Ljungqvist med fru. De bodde där till 1847 när det övertogs av en Johan Hagström. Hans dotter, Anna Lena Hagström, sköt den sista vargen i Hakarp med lodbössa år 1847 genom fönsterrutan. När både herr och fru Hagström avlidit, år 1877, togs torpet över av Ammarps ägare. Johansson, som även bott på Berghem och Bäckalyckan, övertog därefter torpet. Då hans dotter med man skulle flytta till torpet byggdes ytterligare en våning. Han avled 1901 och svärsonen dog 1904. Svärsonens änka, och således Johanssons dotter, bodde kvar i torpet till in på 1920-talet. 1921 flyttade skomakaren Johan Nyström in i torpet. Sedan hans död år 1925 har ägare bytts flera gånger, och byggnaden är fortfarande bebodd.
Åkerlyckan "Bäckalyckan" låg i ägornas sydvästra hörn, samt den närliggande backstugan Sörängen, där Johan Andersson med föräldrar bodde. När Andersson skulle flytta ut uppförde han ett hus på åkerlyckan, som kom att kallas just Bäckalyckan. När han flyttade till Råmmarp flyttade Johansson från Berghem in i torpet. När Johansson flyttade från torpet såldes det till Fredrik Johansson som var mjölnare i Ebbes kvarn. Han blev känd för att ha skapat ett stort kristet intresse i Hakarp. När han avled 1902 drev hans fru med son jordbruket, och 1912 övertog hans dotter torpet. Hon drev det med sin man till 1927 när det övertogs av bröderna Eklöf, och sedan till Gustaf Rosell år 1930. Han brukade torpet till 1973 när han dog. 1981 övertogs torpet av en ny familj, som fortfarande äger det.
Sörängen låg ungefär 100 meter norr om Bäckalyckan, och uppbådades 1847 av Johan Hagström. Den första familjen att flytta dit var Anders Petterson med fru och två barn, där de bodde i knappt 20 år tills frun avled år 1866. En av döttrarna övertog backstugan, och hon bodde där med sin man Sven Svensson till efter missväxtåren 1867–1869 vartefter de emigrerade till Wisconsin i USA. Samuel Samuelsson flyttade då dit från Sörängen, där de bodde till 1872. Carl Johan Pohl flyttade då till torpet, tills han avled 1895, vartefter stugan revs. 100 meter nordöst om stugan flyttades 1903 en stuga med samma namn av den före detta militären Anders Snyggs son August Pohl (inte släkt med tidigare Pohl i stugan). Den hade byggts av Snygg på Slögestorps marker, men flyttades till Ammarp. Efter Pohls död gick torpet till Ammarps ägare. Idag kallas den Pohlastugan, och ägs av en familj.

### Baggarp
Baggarp, 57°48′26″N 14°20′49″Ö / 57.80722°N 14.34694°Ö, är ett 1/4 mantal frälse som först finns nedtecknat från 1543 som ett nybyggt torp. En Erik Gyllenstierna ägde torpet från år 1590, och överlät det till sin dotter Anna med man vid sin död. Hennes dotter övertog sedan torpet. Under 1600-talet bytte torpet gård ett antal gånger. 1700 köptes torpet av Nils Arvidsson Hägerflycht och år 1703 av Gustaf Bonde. Till Baggarps ägor hör torpen Nystorp, "Nybygget", Katrineholm samt gården Baggarp. Gårdens namn kallades förut "Baggatorp" och är fornsvenskt genitiv av mansnamnet Bagge, ett öknamn.
Trehundra meter väster om själva gården Baggarp låg torpet Nystorp. Den första gången man vet att torpet är omnämnt är 1715 då skräddare Johan Larsson, bosatt i torpet, enligt kyrkoböckerna fått en dotter. Han avled 1747. Efter Larsson bosatte sig en annan skräddare, Zackris Johansson, i torpet, där han bodde i knappt fyrtio år med sju födda barn. 1787 bosatte sig Jonas Månsson med familj i torpet, följt av Anders Mårtensson. När han avled 1809 bodde änka med barn kvar i torpet, vartefter Baggarps ägare snart övertog bruket av åkrarna. 1848 bosatte sig Mårtenssons son Anders Andersson i torpet. Han flyttade därifrån julen 1867. Torpet revs förmodligen därefter på grund av dess dåliga skick, och Andersson avled 1870.
1844 uppfördes söder om Baggarp backstugan Nybygget. Anders Andersson byggde stugan, och överlät den efter några år till Jonas Larsson. Han bodde där till 1863 när han dog, och hans dotter med man övertog backstugan. Stugan bestod av ett rum med öppen spis som användes som både kök, sovrum och verkstad. Det fanns en kammare med ingång från stugan som innehöll en långsäng och som enbart användes av gäster. Det fanns även en mindre hall. Dottern blev änka 1869, och hon själv dog 1907. Hennes dotter i sin tur levde kvar i stugan. Hon flyttade därifrån 1915 vartefter stugan revs. Det finns fortfarande kvar grundstenar.
Baggarps ägare år 1871, fjärdingsmannen Sven Svensson, sålde huset det året, och styckade samtidigt av en bit mark söder om huset. Han uppförde där ett boningshus med ladugård. Detta boningshus fick namnet Katrineholm, och han bodde där med sin fru resten av sitt liv. De båda avled 1884. Stugan såldes då för att nedmonteras, och marken återgick till Baggarp. Huset byggdes upp igen på Nygatan 5 i Huskvarna, för att återigen rivas. På Katrineholms mark står idag en enfamiljsvilla.

### Björstorp
Gården Björstorp, 57°48′58″N 14°20′58″Ö / 57.81611°N 14.34944°Ö, angränsar Nissamålen, Råmmarp, Bockamålen, Stutstorp och Eskilstorp. Till gården hör torpen Sörängen, Svenstorp och Hörhult. Namnet kommer från mansnamnet Björn, där n:et har fallit bort. Gården är ett 1/4 mantal skatte. Det finns belagt sedan 1580, då kallat "Kronotorp". 1651 bytte det ägare till Israel Ridderhjelm, som reducerade det trettio år därefter. En Nils Stjerna sålde det till Nils Ågren med fru. Närmare hundra personer har under åren bebott gården, som ligger nära Eskilstorp och Bockamålen.
1847 uppfördes backstugan Svenstorp i den västligaste delen av gårdens ägor, nära gränsen till Stutstorp och Råmmarp. Jonas Svensson uppförde stugan, en torpare som kommit från torpet Skogen i Råmmarp sedan tidigare. Som kuriosa kan nämnas, att en av hans söner utvandrade till närheten av Austin i Texas, där man i en bok om svenskar i området kan läsa att hans far var en byggmästare från Hakarp. Svensson bodde i backstugan med sin familj till han avled 1869. Då flyttade hans dotter in med make och bodde där tills 1875. Den revs förmodligen därefter.
1852 uppfördes undantagsstugan Sörängen 150 meter söder om Björstorp gård. Anders Magnusson byggde torpet, han uppförde det som en undantagsbostad efter att ha brukat Björstorp. 1854 härjade rödsot i familjen och Magnusson avled den 22 oktober. 8 november dog en dotter, den 14 en annan och ytterligare en den 15 november. Många andra i Hakarp föll offer för epidemin. Bara Magnussons fru och deras äldsta barn överlevde. När barnen flyttat hemifrån bodde modern kvar ensam i stugan ett tag, tills hon avled 1884. Den dåvarande ägaren till Björstorp, Anders Johan Svensson, övertog i sin tur stugan som undantagsbostad. Han levde där till 1893 och hans änka levde kvar där till 1898. När stugan stått tom ett tag flyttades den till Björstorp gård där den fortfarande står.

### Bockamålen
Gården Bockamålen, 57°48′57″N 14°21′20″Ö / 57.81583°N 14.35556°Ö, angränsar Nissamålen, Björstorp, Eskilstorp och Holma, och på dess ägor står Skogen. Gårdsnamnet härrör förmodligen från genitivt plural av fornsvenskans bokker, som betyder bock, varför man kan anta att där gården nu står tidigare har varit en betesplats för bockar. Målen är bestämd form av måle, som betyder avgränsat jordområde. Måle eller måla är ett vanligt ortnamnsefterled i ett avgränsat område i trakterna kring Småland med drygt 1800 byar som slutar på det. Hjalmar Lindroth menar att det kommer från medeltiden, när trälarna avskaffades. Gården är ett 1/4 mantal frälse och har genom åren ägts av ett knappt hundratal personer.
Tillsammans med Svineryd, Knutstorp och Kikstorp utgjorde Bockamålen en rote, det vill säga, de skulle husera en soldat. Denne soldat, Anders Modig, pensionerades 1801 och var tvungen att flytta från sitt soldattorp. Gårdarna uppbådade då tillsammans en backstuga i Bockamålen placerad i en skogsbacke långt från gården. Stugan var ungefär 15 kvadratmeter stor, av vilken spisen upptog tre kvadratmeter. Byggnaden fick namnet Skogen. Där bodde han med familj till sin död 1838. Två år senare avled även hans fru. Då hade alla deras gemensamma barn flyttat ifrån stugan förutom ett. Denne kvarvarande dotter, Maja Stina, bodde kvar i torpet med sin dotter. 1849 avled Maja Stina. Hennes dotter bodde kvar i stugan själv med sex barn. Brukarna av Bockamålen var dock inte glada i att hon bodde där, och de slutade förse henne med ved. Hon bodde kvar där tills hon flyttade till Hakarps fattighus 1883. Stugan revs kort efteråt, och området huserar idag en sommarstuga.

### Dalskog

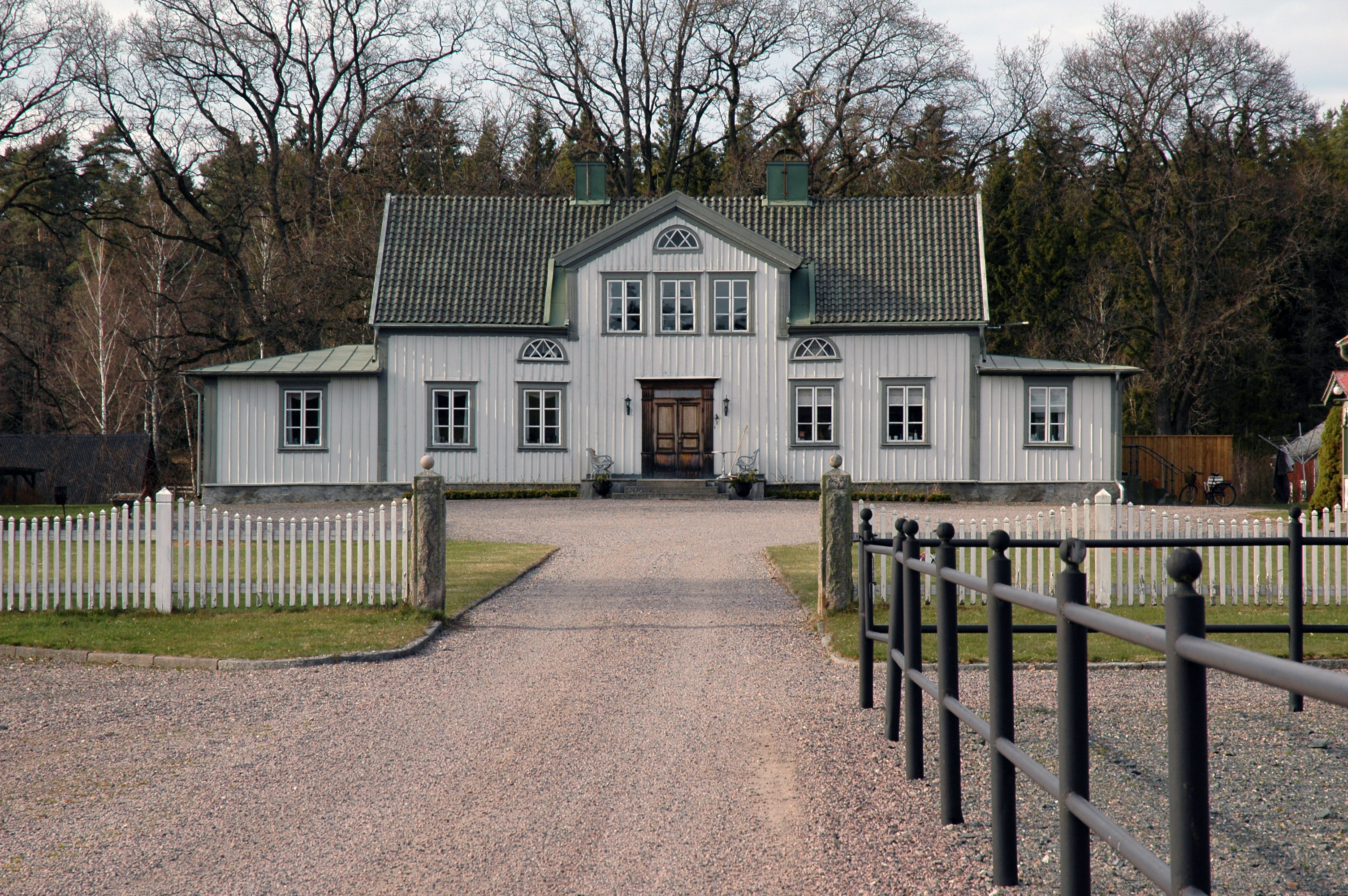
Dalskog

Dalskog, 57°47′7″N 14°20′43″Ö / 57.78528°N 14.34528°Ö, har en lång och omvälvande etymologi. Dalskog är det nuvarande namnet på gården, men första gången den nämns i Jönköpings tänkebok från 1490 heter den Ratada, [496 Ratida och 1510 Rathadha. Från jordeböckerna från 1543 benämns den Ratan och Ratha, samt har sedan dess benämnts Ratta, Rattann, Ratan, Rathenn, Rattanne, Rathen och Raaten. Detta anser Hjalmar Lindroth vara härrört från fornsvenskans tadha i betydelsen gödslad äng. Jöran Sahlgren menar att detta ord även förekommer i Taberg som på 1500-talet skrevs Tadu berg. Tadha utgör då efterledet, vilket syns tydligt i exemplet Rathadha. Förledet - rat - betyder i flera svenska dialekter skräp eller ruttnande träd och kvistar, vilket förefaller troligt då gården ligger inne i skogen. De andra varianterna är bestämda former med olika stavningar av Rathadha, förutom de som slutar på "e", såsom Rathenn, Rathen och Raaten. Dessa fall är förmodligen elliptiskt formade och har formats av andra bestämda ord som skogen och gården.

### Eskilstorp
Gården Eskilstorp, 57°48′36″N 14°21′22″Ö / 57.81000°N 14.35611°Ö är en gård som hade 1/8 mantal. I tiondelängder från 1600 och i jordeböckerna från 1715 skrivs gården som Esketorp. Som ett resultat av detta antar man att förleden kommer från det fornsvenska namnet Æger. Den första gången namnet kan finnas är från Älvsborgs lösen från 1571. Fram till 1845 bodde bara en familj i Eskilstorp, men byn kom att växa och består numer av ett mindre område.
1845 byggdes en liten backstuga på en gammal väg mellan Eskilstorp och Björstorp. Då upplåtaren hette Johannes Nilsson fick torpet namnet Johannesberg. 1859 sålde Nilsson, som 1854 blev änkling, stugan, men skulle enligt en överenskommelse i köpet få bo kvar som inhyses till sin död. 1865 bytte man ägare igen, tills den revs i dåligt skick 1885. Ett nytt hus uppfördes alldeles i närheten, men även det torpet blev i väldigt dåligt skick och revs.
1845 sålde den dåvarande ägaren till Eskilstorp gården och flyttade in i en stuga som han hade låtit uppföra på gården, och på grund av att den låg nära en bäck som gränsar mot Lekeryds socken kom stugan att kallas för Bäckaskog. Han som bodde där använde förmodligen vattenkraften från bäcken för att driva en svarv, som han svarvade med. Efterhand flyttade fler personer in i torpet. Efter att ägaren och hans fru gick bort 1880 respektive 1882 hyrdes den ut i några år, vartefter den i början av 1890-talet revs. Marken återgick till en av Eskilstorps gårdar.
Från 1854 kallades torpet Stora Bäckaskog. Det var för att särskilja torpet från det torp som samma år hade uppförts och som fick namnet Lilla Bäckaskog. Torpet och marken ägdes av honom som bodde där, som hade jordavsöndrat marken från Eskilstorp. Ett av de barn som föddes i torpet - Carl Fredrik Isakson, fick en son - konstnären Karl Isakson. 1912 såldes torpet till en ny familj, som bodde där till 1916, då en återigen såldes. 1923 såldes den igen, till socknens brevbärare, och såldes därefter ännu en gång, till August Lindsten som uppförde sommarstugor på området. Den har sedan dess bytt ägare flera gånger, men står kvar idag.

### Fagerslätt
Gården Fagerslätt är en gård om ett halvt mantal som tillhörde Stensholm tills det att den friköptes under 1800-talet. 1543 tillhörde gården Johan Turesson (Tre Rosor), gift med Sten Sture den yngres änka Kristina Nilsdotter (Gyllenstierna), och kom att tillhöra flera av ätten Tre Rosor under 1600-talet. Det låg en tillhörande kvarn på gården. 27 maj 1992 köpte Jönköpings kommun merparten av gårdens areal.
Fagerslätts torp var ett torp som låg tätt intill gårdens mangårdsbyggnad som tros ha byggts 1809 av skomakaren Jacob Ljungqvist med familj. Hans änka dog där 1871, vartefter den var hem för äldre, änkor och avskedade soldater. När man uppförde en ny byggnad kallades torpet istället för Gamla Fagerslätt. Förmodligen revs den 1873, då den är omnämnd för sista gången i kyrkböckerna.
Nyelund uppfördes 1849 åt den avskedade soldaten Johannes Tränk med familj. Tränk blev senare Hakarps kyrkas orgeltrampare. Stugan hade ett rum och kök med halm- och torvtäckt tak. Vid Tränks död 1969 flyttade Anders Andersson med familj till torpet, och därefter flyttade soldaten Svärd in i torpet. Han flyttade därifrån till ålderdomshemmet 1899, vartefter stugan bjöds ut på auktion. För totalt 57 kronor köptes den av Rosén från Ebbes bruk för att använda virket. Området är uppodlat idag; enbart en syrenbuske finns kvar.
Till Livkompaniet vid Jönköpings regemente hörde ett soldattorp, Soldattorp Nr. 61. Den första soldaten i stugan, som hade utsikt över Vättern och hela Jönköping, var Lars Olufsson, som blev soldat 1681. Han dog förmodligen i Tyskland. Man vet inte om han hade familj. Hans efterträdare, Jöns, vet man än mindre om. Till 1718 bodde en Pär Larsson Fagergren i torpet, men lämnade för att marschera mot Norge. Han kom tillbaka, tjänstgjorde i Finland, och avskedades 1744. Därför tvingades han att flytta. Nästa invånare var Lars Hultman, som dock avskedades 1764, och efterträddes av nya soldater, fram till den sista, Carl Magnusson Eng, som var i tjänst till 1895. Soldattorpet avstyckades 1903, och är idag riven. Efter den sista soldaten i torpet har området fått namnet "Ängaslätta", och området är nybebyggt.

### Gunnestorp
Gunnestorp, 57°47′33″N 14°20′15″Ö / 57.79250°N 14.33750°Ö, har omnämnts som Gunnestorp sedan 1550-talet, med undantag från några tillfällen då det har omnämnts som Gunderstorp, Gundestorp, Gudmundstorp och Gummestorp med flera. Namnet Gunnar i genitivform tros vara grunden till förledet. Gården är ett halvt mantal frälse. 1580 hörde det till Nils Rynings gods, men låg 1627 under Skålabro. Gården har haft en liknande historia som Baggarp.
Det första torpet under Gunnestorp som man har belägg för är Gunnestorpatorpet, i 1683 års dödsbok, där man får veta att Jöns Larsson avled den 15 juli. Man vet inte var detta torp låg, och det finns inga anteckningar om invånare från efter 1694. Man har antagit att det därför skedde ett namnbyte, och att Gunnestorpatorpet är detsamma som klockarbostället Spelebo, som först finns belagt från 1697.
När Hakarps kyrka var färdigbyggd krävdes en klockare och organist. Det fanns dock ingenstans att bo för denna kombinerade klockare och organist, och därför gav Nils Arvidsson Hägerflycht bort en bit mark för klockaren. Området låg i Gunnestorps allra nordligaste hörn, nära Svineryds marker. Man gav klockarens bostad namnet Spelebo, men det användes aldrig som en klockarebostad. Istället bodde arrendatorer eller hälftenbrukare i torpet tills att det revs 1860. Torpet upplät även plats för inhysesfolk. Efter att stugan revs brukades jorden av de som bodde i prästgården alternativt Gunnestorps ägare. 1915 såldes marken, och av försäljningssumman på 2 000 kronor bildade man en fond. Fonden fick namnet Hägerflychtska donationsfonden, och skulle användas för att avlöna klockaren. Idag får 90% av den årliga räntan användas till kyrkomusik i Hakarp. Fonden innehöll ett kapital av 29 078.11 kronor den 31 december 1990. Grundstenarna efter torpet är idag borta.

### Göransberg
Göransberg, eller Jöransberg, tidigare även Gruveryd, 57°46′40″N 14°17′32″Ö / 57.77778°N 14.29222°Ö, är en gård i Göransberg. Gårdens första namn var Gruveryd. Den första gången som Gruveryd nämns som namn är 1542, i form av Gruffwaridtt. 1554 benämns den Gruffuered, 1559 Grufferüd, för att under 1700-talet benämnas både som Göransberg och Gruveryd. Namnet Göransberg skall ha kommit från att Göran Fleetwood köpte gården 1651. Gruveryds förled kommer förmodligen från gruva i betydelsen grop eller håla. Ortnamnsefterledet ryd betyder förmodligen röjning.
Gården var ett 2 mantal frälse. 1528 ägdes den ena gården av änkan till borgmästaren Germund Svensson, som förmodligen hade fått den i förläning av Gustav Vasa. Den andra gården var kyrkogods. Under 1500-talet, fram tills 1559 då den enligt kungligt brev fick ensam ägare, låg gårdens båda hemman under samma ägare som ägde gården Bråneryd. År 1651 köpte Göran Fleetwood det ena till frälse och 1665 såldes skatterätten till även det andra hemmanet till Fleetwood. Hans äldsta dotter Anna Fleetwood tog sen över gården. 1666 fick gården säterirättigheter. 1681 sålde Anna den till Nils Arvidsson Hägerflycht, som senare kom att äga nästan halva Hakarps socken. Han var en mycket inflytelserik person, och är känd för sin stora donation som gjorde byggandet av Hakarps kyrka möjlig. Hans son övertog gården och började bygga Göransbergs pappersbruk, senare Stensholms Pappersbruk (se nedan).
Göransberg blev fideikommiss 1742, och var det fram till 1825. Vid mitten av 1700-talet drog Erik Gustaf Queckfeldt igång en rättsprocess om gränsdragningen mellan gårdarna Göransberg och Stensholm. De förutvarande gränserna hade inneburit att Stensholms Pappersbruk låg på Göransbergs marker och därför kallades för Göransbergs Pappersbruk, men Queckfeldt hävdade att pappersbruket låg på Stensholms mark. Det blev en långdragen tvist som slutade i att pappersbruket tillföll Stensholm. Bell–Lancaster-metoden blev under 1800-talets början populär i Sverige, och 1822 startade Husqvarna gevärsfaktori växelundervisning med metoden på gården, tills undervisningen flyttades till Huskvarna några år sedan. Det är okänt varför utbildningen någonsin förlades på Göransberg.
Hela vägen hade Hägerflycht varit ägare till gården. Det var man till 1834 eller 1835, då Johan Petter Lundström, anläggare av Jönköpings Tändsticksfabrik, utgivare av Jönköpings Tidning samt direktör för Stensholms Pappersbruk, köpte gården i november 1835. Ingen av släkten Hägerflycht bodde på Göransberg enligt kyrkoböckerna. Gården sköttes istället av förvaltare. 1864 sålde Lundström gården till Johan Fredrik Hård af Segerstad, som i sin tur sålde den 1875. 1898 avyttrades gården. Riksdagsman Per Magnus Söderberg blev sedan ny ägare och övergick 1911 till riksdagsman och den kommunalt aktiva Karl Johan Alfred Gustafsson på Stensholms säteri. Hans son flyttade till gården och blev både brukare och ägare, en av få sådana på Göransberg. Han sålde gården 1921, och återigen 1927 och 1930. Otto Dandenell blev ny ägare 1937, och hans barn tog sedan över huset. Den 24 mars 1964 drabbades gården av en brand. Idag finns inga kreatur på gården.

### Hakarps säteri
Hakarps säteri, 57°47′51″N 14°18′31″Ö / 57.79750°N 14.30861°Ö, är ett säteri i Hakarps socken. Säteriet bestod historiskt av flera hemmansdelar: Bredgården, Ymparegården och Lillegården. Bred-, Ympare- och Lillegården blev säterier 1661, 1677 och 1676. Bredgården pantsattes 1673. 1691 såldes hela säteriet till Nils Arvidsson Hägerflycht, vars son landshövding Arvid Hägerflycht tog över efter hans död. Sedan dess har flera hovmarskalkar, kammarherrar, generaladjutanter, överstelöjtnanter och inspektorer bott i säteriet.
1925 köpte Karl Johan Alfred Gustafsson säteriet, vars ättlingar fortfarande äger det. Prästgården har hela tiden legat i Hakarps kyrkby, men har inte hört till säteriet.
Man vet att Hakarps säteri har varit bebott åtminstone sedan 1360-talet. Den dåvarande ägaren till säteriet var Erik Karlsson (Örnfot). Det är osäkert om han ägde gårdarna när han landsförvisades eller förvärvade dem senare. Man vet att han ägde Bredgården (Breidagardhin) och Ymparegården (Imparatorph) 1390, och att han gav dem pantsatta vidare i arv. Det är möjligt att hans släkt ägde säteriet innan honom. Man vet att Lillegården existerade under slutet av 1300-talet och det är troligt att det även fanns en klockarbostad. Vid medeltidens början var Hakarp bebyggt och bestod av de tre gårdarna Bredgården, Ymparegården och Lillegården.

### Hulustorp
Gården Hulustorp, 57°48′46″N 14°17′20″Ö / 57.81278°N 14.28889°Ö, som är ett mantal skatte, har likt de flesta andra gårdarna i Hakarp benämnts med olika namn genom åren. I jordeböckerna har former som Hulwestorp, Hollwijdstorp och Holingstorp påträffats. I 1600 års tiondelängd går gården under namnet Hulestorp, vilket torde vara det namn vilket användes på gården i området eftersom prästen nedtecknade tiondelängderna. Samma namnform förekommer under 1600-talet samt med andra variationer. 1733 påträffas första gången formen Hulustorp, vilken återigen påträffas 1790. Förleden torde komma från fornsvenskans hula (håla) i genitiv, och syftade då på att gården låg i en sänka. Namnet har på grund av sin likhet med Holaveden trotts åsyfta att gränsen för Holaveden gått vid gården. Det är dock möjligt att gårdens förled kommer från det fornsvenska mansnamnet Holmvidh, där m:et har försvunnit för att göra det enklare att uttala. Ytterligare en möjlighet är att förleden kommer från det dialektala uttrycket "Hålskogen" som betyder "i den djupa skogen". Peter Wieselgren skriver i sin Ny Smålands Beskrifning från 1844-1846 att gården tidigare kallades Hålvedstorp, och att namnet därför borde komma från Hålveden (Holaveden). Rudolf Björkman medhåller i detta, i sin publikation Jönköpings historia I från 1917. Sigurd Pira skriver i sin "Gamla färdevägar och kultställen i Holaveden" från 1923 att "Hemmanet Hulustorp i Hakarps socken – har tydligen fått sitt namn av Holaveden och angiver sållunda, att man räknat skogen ända hit ned". Ortnamnsefterledet tyder dock på att förledet är ett förnamn och att det då skulle härledas från Holmvidh. Detta instämmer bland annat M.F. Lundgren i. Axel Forsström menar att det är osannolikt att en gård mitt inne i Holaveden skulle uppkallas efter den, att det hade varit troligare om den hade liggat vid gränsen.
Hulustorp var en av de gårdar som tillhörde Stutstorps soldatrote och ägarna till gården var som ett resultat av detta tvungna att underhålla soldaten. Efter att en av soldaterna avled på gården 1842 var dennes familj hemlösa, vilket Hulustorps ägare var tvungna att lösa. Detta resulterade i att man på en sockenstämma den 1 oktober 1843 bestämde att man skulle uppföra soldattorpet Gröndal av virke som sockens invånare skulle skaffa fram. Varje mantal skulle tillstå med 2 syllar och 2 bräder för byggnationen, och några av mantalens bönder uppförde den. Beslutet föreföll dock något kontroversiellt, och under en sockenstämma den 3 december samma år påpekades att en sådan här byggnation skulle vara felaktig, i och med att var och en skulle hjälpa sina egna fattiga. Hur som helst uppfördes den lilla stugan år 1844 nära Norra Klevaliden. Gröndal hette stugan i folkbokföringen, men den kallades allmänt för Strutsastugan, vilket kom att namnge den närliggande backen och sedermera slalombacken till Strutsabacken. Stugan står fortfarande kvar vid sin ursprungliga plats i närheten av IKHP.

### Hökhult
Etymologin till gården Hökhult, 57°49′0″N 14°18′38″Ö / 57.81667°N 14.31056°Ö, torde komma från det fornsvenska efterledet hult samt förledet hök. Hult har i dessa sammanhang betydelsen "liten skog", "skogsdunge", och detta efterled är vanligt förekommande i vissa delar av Småland med start från Vikingatidens sista skeden. Hökhult är med största sannolikhet en av Hakarps yngsta gårdar. Förledet har två alternativ; antingen en förvanskning av adjektivet "hög", varför betydelsen av namnet skulle bli "högt belägen skogsdunge" eller liknande, vilket underbyggs från en jordebok där gården benämns "Höghult", eller helt enkelt substantivet hök. I sistnämnda fall skulle ett genitiv-a (Hökahult) i så fall ha fallit bort med tiden. Hökhult är ett fjärdedels mantal skatte som från 1580 blev ett kronotorp. Det var under 1800-talets första hälft emellanåt hus för soldater i Jönköpings kompani.
Hökhult utgjorde ett rusthåll tillsammans med Bråneryd. Därför skulle dessa två gårdar underhålla en ryttare vid Smålands kavalleri. De flesta av dessa ryttare har genom tiderna bott i Bråneryd, men ett fåtal har bott i Ryttaretorpet i Hökhult. Man har inte en aning om var detta torp varit beläget, eller när det rivits. Sista gången det omnämns är 1787. Omkring 1858 uppfördes stugan Ängsberg av en före detta arrendator på Hökhult. Stugan, som låg nära gränsen mot Ammarp var belägen bredvid en liten åker. 1891 revs stugan ned för att återuppföras vid Sanna tegelbruk. Mer än 100 år har således gått sedan rivningen av stugan, men marken är fortfarande öppen och spår av stugan kan synas.

### Ingelycke
Ingelycke, 57°47′50″N 14°21′4″Ö / 57.79722°N 14.35111°Ö, är ett fjärdedels mantal frälse som år 1543 upptogs bland socknens nybyggda torp, vid den tiden tillhörande en viss fru Marine från Vinstorp. Fram till 1700 var gården sammanlagd med Baggarp. Efterledet "-lycke" kommer från "lycka" i betydelsen inhägnad åker. Förledet kommer från det fornsvenska namnet Inge i genitiv.
Nils Arvidsson Hägerflychts son Arvid Hägerflycht stod som ägare för gården tillsammans med flera andra i socknen under 1700-talets början. När han dog 1751 tog hans dotter Helena Hägerflycht över gården med sin man, hovmarskalk Johan Theet. Varje gårdsägare hade skyldigheten att bidra med bostad åt åldrade torpare och jordägare under gården. Som en sådan här bostad uppfördes Bäckastugan, med ett rum och en öppen spis, år 1783. Stugan var understundom mycket trångbodd, vilket ledde till uppförandet av ytterligare ett torp. För att särskilja dessa användes epiteten "Stora" och "Lilla". Omsättningen på folk var mycket stor och det är diffust vem som bodde i vilket av torpen. Lilla Bäckastugan var den äldsta stugan, och denna revs först år 1873. 1876 revs även Stora Bäckalyckan, och alla spår efter stugorna är idag borta.
När Johan Johansson slutade arrendera Ingelycke gård år 1790 uppförde han en stuga åt sig själv på gårdens marker. Stugan blev belägen vid den så kallade Baggarpsgölens sydöstra strand på något som kallades "Gölafällan". Stugan kom på grund av dess läge att kallas Gölen och var bebodd till 1837. Eftersom den därefter inte nämns mer tar man det för troligt att den revs ner. På gårdens marker fanns även en backstuga, Rydsberg. Denna uppfördes 1872 och revs 1896, och spår är idag svåra att finna.

### Kikstorp
Förleden till Kikstorp (57°48′15″N 14°18′59″Ö / 57.80417°N 14.31639°Ö) är något oklar. En teori är att den kommer från genitiv av det fornsvenska öknamnet Kikr med ursprunget i verbet "kika". I jordeboken år 1543 omnämns torpet som Kigstorp, och därefter har det omnämnts som Kiixtorp, samt det nuvarande Kikstorp. Kixtorp har också förekommit.
Backstugan Ängen uppfördes 1770. Backstugan låg till söder om Ammarp. Den bytte ägare 1793 och ägdes av samma ägare till 1804. Efter detta var stugan bebodd till 1860 då den sedermera revs. Det finns inga tecken kvar efter stugan. Backstugan Gärdet uppfördes 1844 vid Kikstorps gård. Den byggdes som bostad till en äldre kvinna, och då hon hade tjänat Kikstorps ägare avsattes hon en bit mark. Denna kvinna orsakade en del skriverier när hon försökte få sin syster att få flytta till församlingen, för att systern skulle hjälpa henne när hon blev äldre. Då systen bodde i Älvsborgs län var man i Hakarp mycket tveksam till att låta systern flytta in. Det verkar hon dock ha låtits göra eftersom hon finns nämnd i kyrkböckerna.
Stugan Blomstugan eller Blomastugan uppfördes 1837 av skräddare Nils Andersson Blom. Namnet kommer från hans efternamn, och skrevs även så i kyrkböckerna. Hans son tog över i sin fars fotspår som skräddare, och bodde kvar i stugan vid faderns död. När han flyttade till Snickarestugan år 1889 revs huset och det finns inga lämningar kvar. Snickarestugan byggdes 1841 180 meter från Kikstorp. Namnet kommer från att den som byggde och bebodde huset var snickare. När han avled 1879 och hans fru 1888 flyttade ovan nämnda person in i stugan tills han dog 1899. Hakarps kyrkväktare flyttade in i stugan tills han dog 1915, och hans fru levde kvar där tills hon dog 12 år senare. Den var efter det under uthyrning tills den revs 1954.
Mossvik byggdes på en uppodlad åkerlycka mellan Kikstorp och Hökhult år 1860. Byggaren avled 1877, men familjen bodde kvar där utan honom till 1893. Då flyttade Nils Johan Asp med fru in, och efter att Asp dog 1906 och hans kvarvarande änka flyttat till fattighuset så var torpet tomt, vartefter virket användes för att bygga upp en villa i Huskvarna. Ruinen finns fortfarande kvar.

### Knutstorp

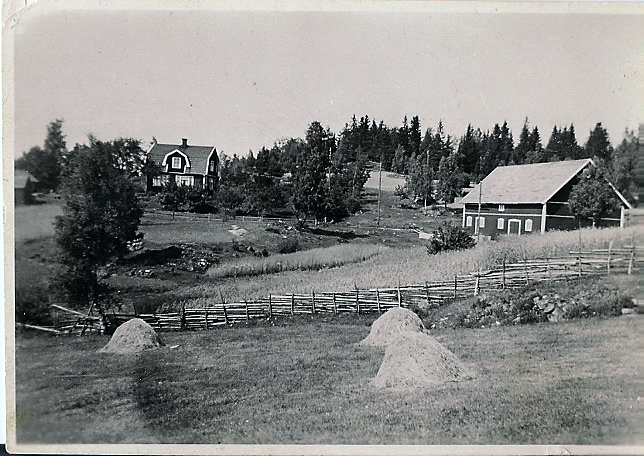
En bild på Knutstorps gård.

Knutstorp, 57°49′23″N 14°18′33″Ö / 57.82306°N 14.30917°Ö, nämns första gången 1543 med samma form som idag. Namnet är bildat av förledet Kurt, det vill säga mansnamnet, samt efterledet torp. Detta namn torde betyda att en person med namnet "Knut" har brukat upp en nyodling vid ett torp. Sammansättningar av gårdsnamn på detta sätt har varit vanliga genom historien, speciellt när folk efter vikingatiden brukade upp nya marker. Då gavs förledet efter den som brukade upp marken.
Torpet Jankebo, även kallat Lilla Skogslund, är först omnämnt från storskiftet av Knutstorp som ägde rum 1798, men i kyrkböckerna nämndes det inte förrän 1817. Det har föreslagits att det beror på att förledet "Janke" är ett öknamn, och att den dåvarande prästen i Hakarp, Johan Filén, inte kände för att skriva in öknamn i kyrkböckerna, utan skrev husägarna till "Knutstorps egor" istället. Torpet ligger i utkanterna av Knutstorp. Efter att en viss Anders Pettersson flyttade från torpet finns det ingen information om någon boende i Jankebo fram till 1858, varför det antas att torpet stod tomt under tiden. När nästa familj flyttar in 1858 byts namnet till Lilla Skogslund. 1885 flyttade familjen från torpet, och stugan nedmonterades för virkets skull. Torpruiner är synliga. Samtidigt som familjen flyttade till torpet, 1858, uppfördes en backstuga precis öster om torpet, som fick namnet Stora Skogslund, eller bara Skogslund. Backstugan revs förmodligen ned när ägaren dog 1869, och torpruinerna är mycket svårfunna om existerande över huvud taget.
Fällan är namnet på ett torp som var beläget i Knutstorps allra östligaste del. Torpet byggdes 1845 och samma familj bebodde det. De började dock få svårt att få tillräckligt med pengar för att behålla torpet och leva när de blev äldre, och de ansökte då om fattighjälp. Vid den bouppteckning som skedde i samband med ansökan omnämns inte torpet, varför man kan anta att den då redan var såld och nedplockad, av Kämparps ägare. Idag återstår bara torpruinen, och den är svår att finna.

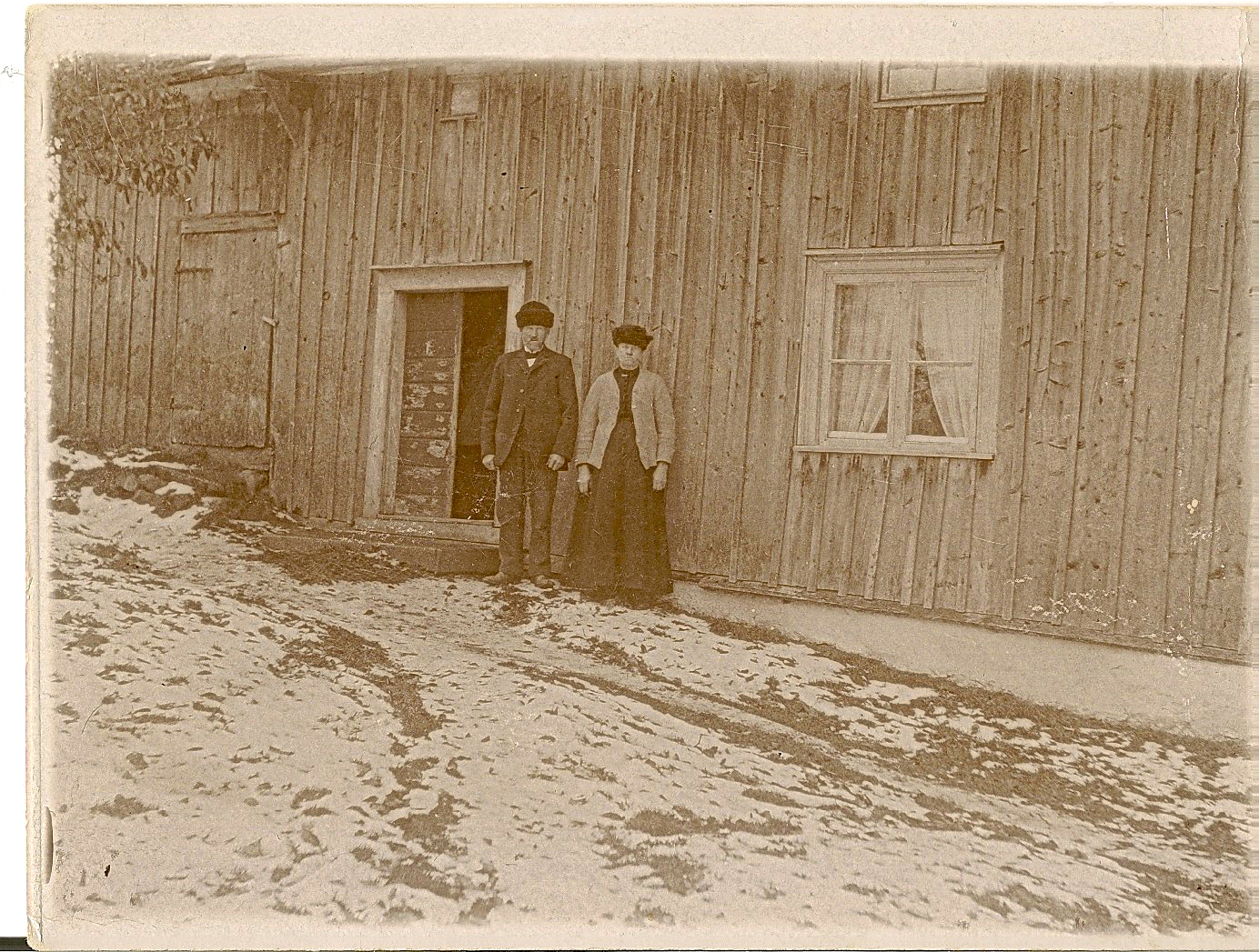
Gammal stuga i Knutstorp år 1910
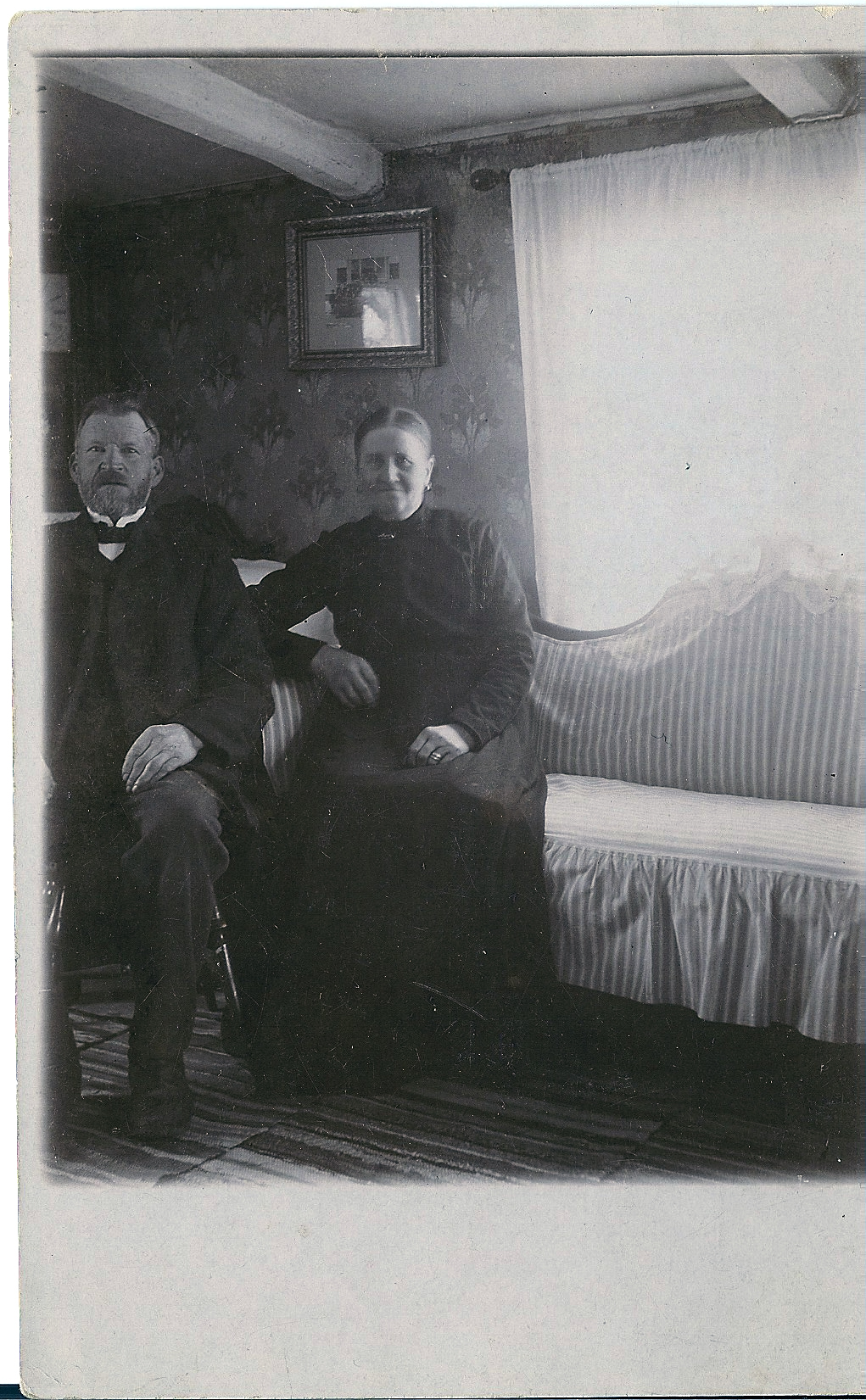
Bild på August Månson och hans fru i Knutstorp
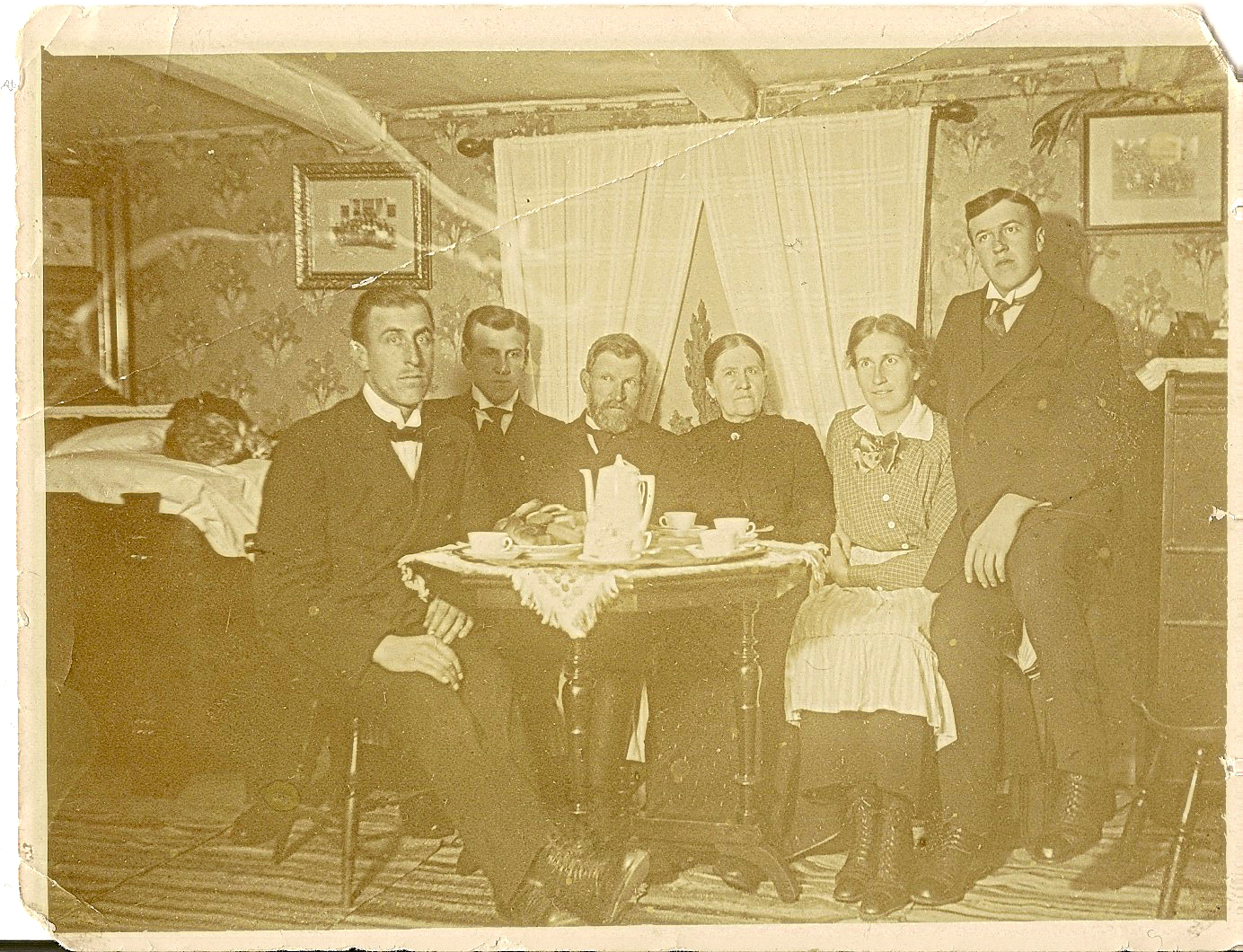
Samma personer i Knutstorp, kort innan stugan revs (1914)
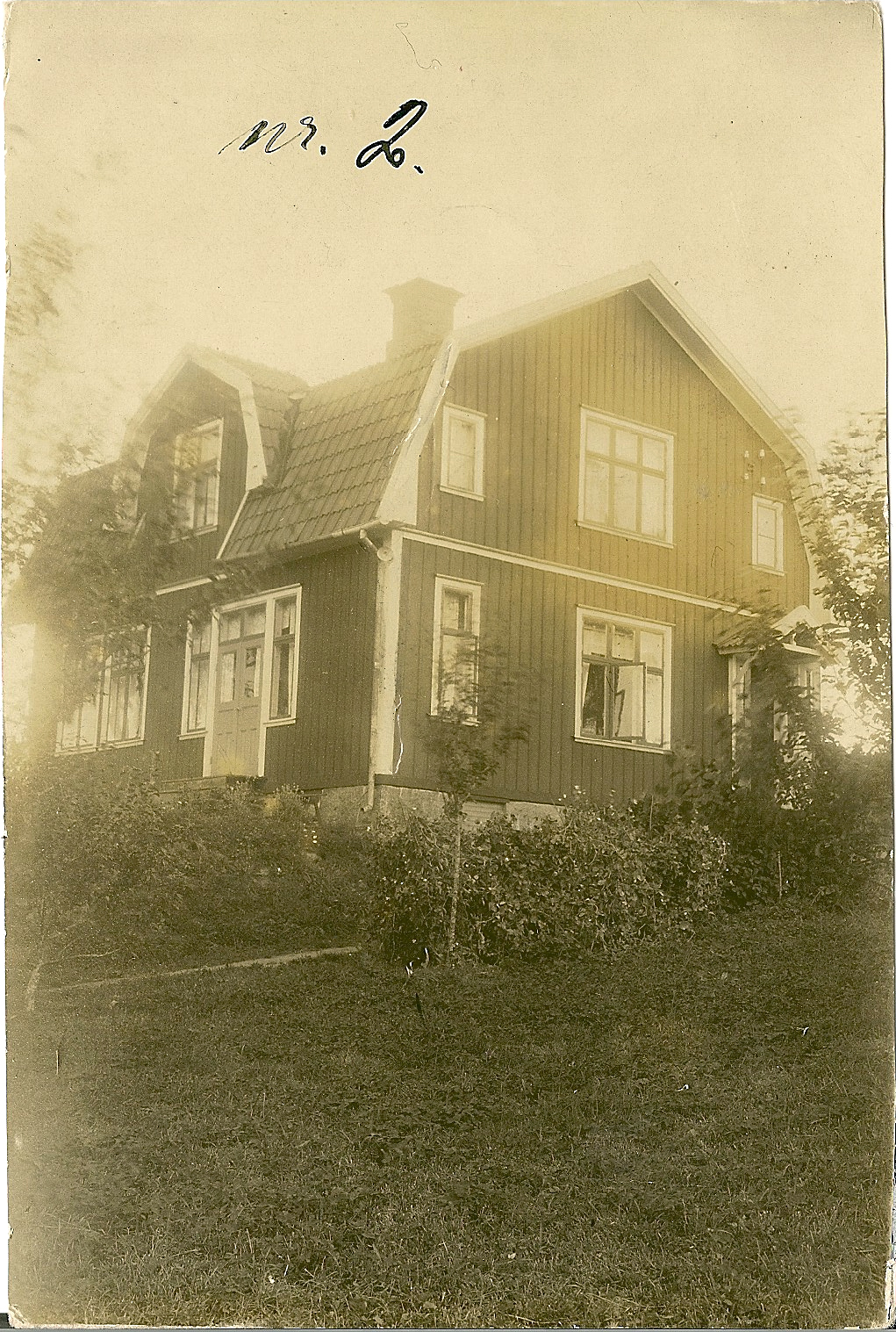
Ett nybyggt hus i Knutstorp, 1916

### Kämparp

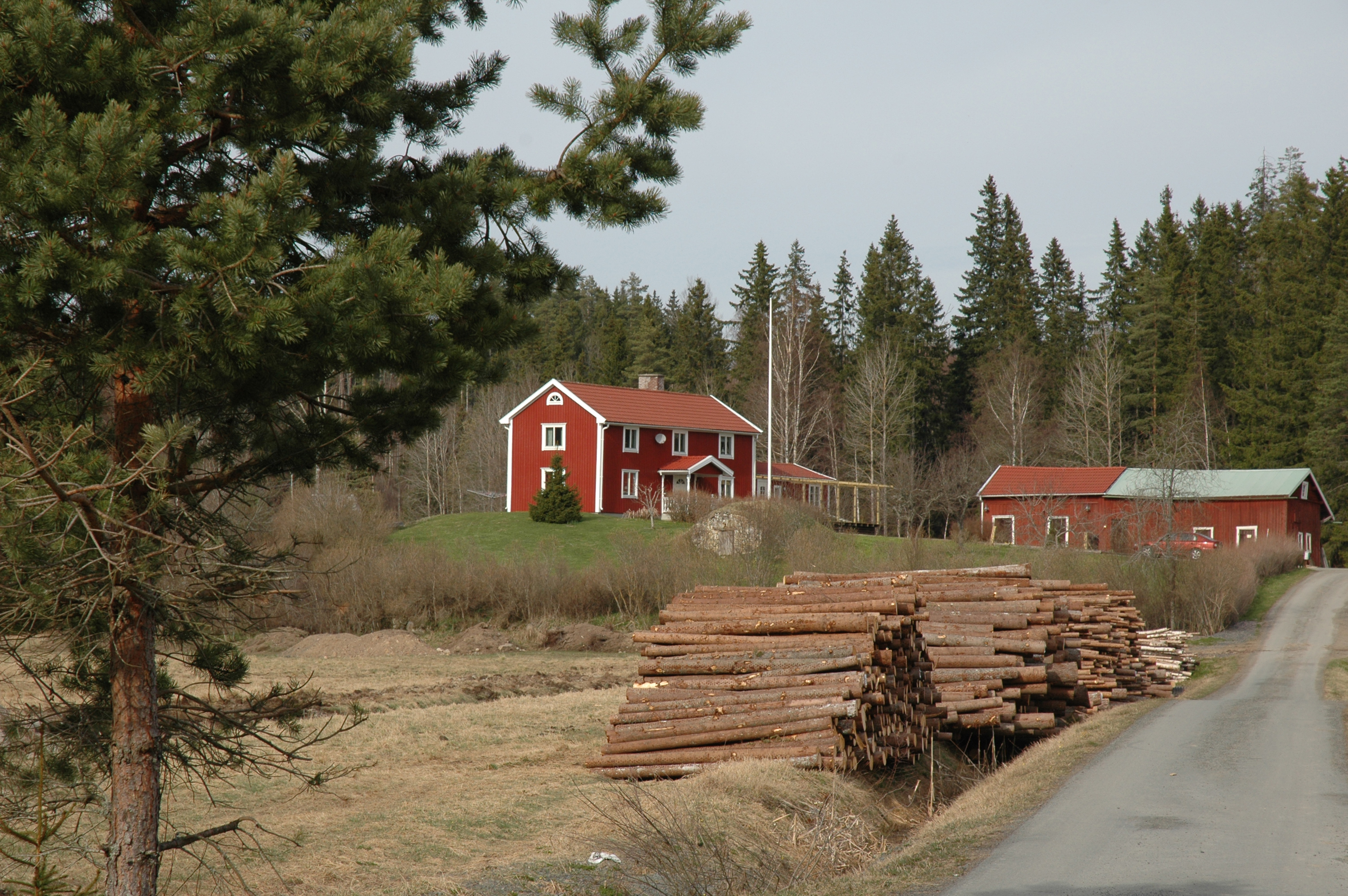
Kämparp

Gården Kämparp, 57°48′55″N 14°19′53″Ö / 57.81528°N 14.33139°Ö, ligger vid ett vägslut efter att man har passerat Ammarp. Namnet har hetat samma sak förutom i de äldre jordeböckerna där gården heter "kemparp". "Kämp" kommer från mansnamnet "Kämpe" som var vanligt i fornsvenskan. Fridhem är det enda torp som har legat under Kämparp, och som uppfördes och blev befolkat 1903, byggt av timmer från två andra stugor, av en soldat från Stutstorps rote. Denna familj bebodde torpet fram till 1920 då de flyttade till Hakarps säteri. Sedan dess har torpet fungerat både som sommarstuga och heltidsboende, men fungerar idag som heltidsbostad i en modernt renoverad version.

### Läxarp

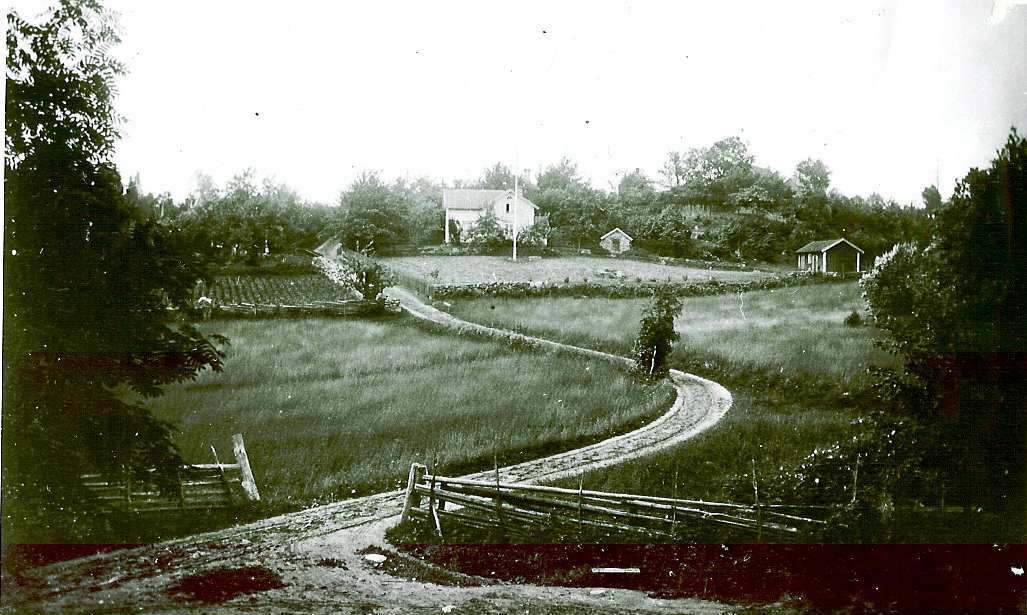
Marieberg.

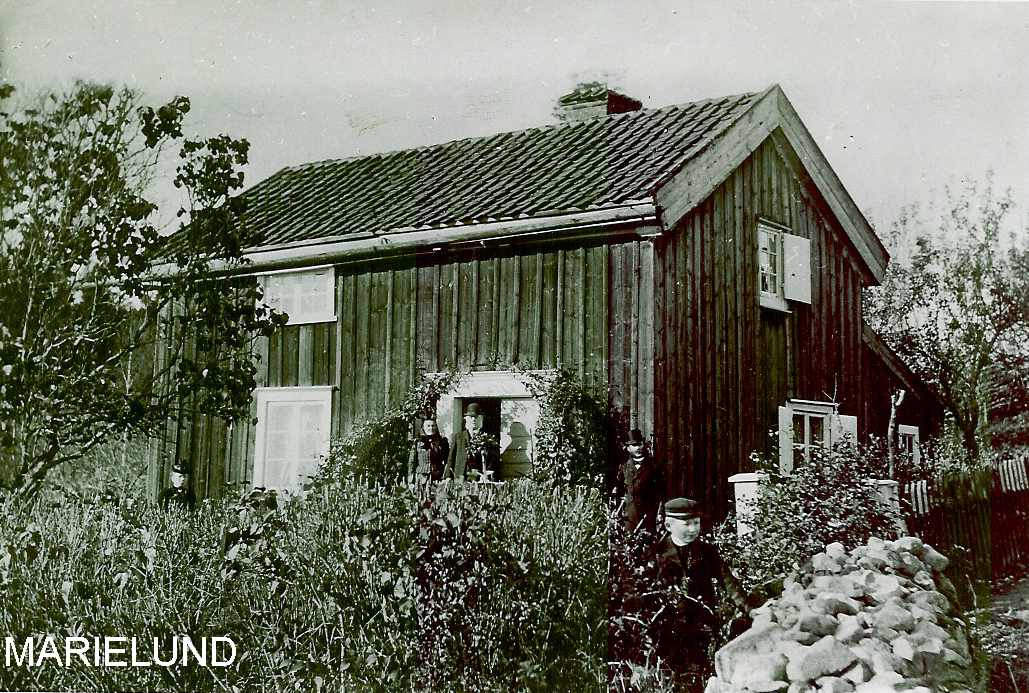
Backstugan Marielund under Läxarp. Framför syns skräddaren Isak Karlsson med familj.

Läxarp, 57°48′59″N 14°17′58″Ö / 57.81639°N 14.29944°Ö, är en gård i Hakarp. Den har hetat flera olika saker genom historien, bland annat Läffwisarp år 1543, Lesorp 1544, Leviarp 1552, Loffwissarp 1556, Lofuestorp 1612, och från 1672 Läxarp. Förledet "Läx" kommer förmodligen från ett mansnamn, även om det är osäkert om vilket namn det är. En möjlighet är namnet Lidhvardher. Gården var ett halvt mantal frälse.
Under slutet av 1600-talet och början av 1700-talet låg torpet Läxarpa torp. Torpet var enligt en uppmätning från 1729 litet, men inhyste ett antal familjer samtidigt. När man började föra husförhörslängder 1764 fanns inte torpet längre. Det finns dock en notis i dödsboken för år 1801 om att Kerstin Haraldsdotter dog på torpet. Det finns inte kvar några lämningar av torpet.
1830 bytte Läxarp ägare, och den föregående ägaren förbehöll sig en undantagsbostad, och stugan Marielund, uppkallad efter uppförarens fru Maria, Johan Petter Lundströms syster, uppfördes. När torpets invånare dog flyttade statdrängen Johannes Jonasson med familj in. Läxarps dåvarande ägare Carl Johan Schalander lät uppföra ett nytt torp som statdrängen kunde flytta till, för att själv kunna flytta in i Marielund, då han arrenderade ut Läxarp. Därefter bytte Marielund ägare ett antal gånger, tills den revs på 1980-talet för att ge plats åt en ny villa. Det torp som uppfördes av Schalander var Österängen. Det revs dock när statsdrängen dog. Ruinerna finns kvar nära Hökhult.
Inte långt från Marielund uppfördes år 1860 torpet Marieberg. Den ägdes av olika familjer till 1916, då den blev en sommarbostad. 1928 avstyckades Marieberg, med en areal på 0.25 hektar, från Läxarp och betecknades Läxarp 1:3. Torpet finns fortfarande kvar, även om det är ombyggt och moderniserat.

### Smedstorp
Runt 1570 tog Gustaf Olofsson Stenbock (svärfar till Gustav Vasa och befäl vid Dackefejden) över gården Smedstorp, som vid den tiden var en av de största gårdarna i Hakarps socken. När han dog 1571 tog hans dotter Cecilia Gustafsdotter Stenbock över gården. Hon var gift med Gustav Johansson av Tre Rosor som dog 1566. Cecilia bodde då på Stensholms gård, en av 519 gårdar som Gustav Johansson ärvt av sin mor Kristina Gyllenstierna, under vilka hakarpsgårdarna Smedstorp, Wassarp, Kikstorp, Svineryd, Knutstorp och Lillegården låg. Till sin hjälp hade hon en Per Nilsson, som tjänade som förtroendeman åt henne samt åt Magnus Brahe, greve på Visingsborg. Hon hade ytterligare en trotjänare. Denne hette Knut Jonsson Dreffling och dessa båda övertog hälften var av Smedstorp efter henne. Ättlingar till familjen Dreffling skänkte under 1600-talets senare del en oblatask och en ljuskrona till Hakarps kyrka. En annan Dreffling-ättling bekostade en altartavla till Eksjö kyrka. Denna såldes tillsammans med kyrkans predikstol till Hakarps kyrka för 360 daler kopparmynt.

### Stensholm

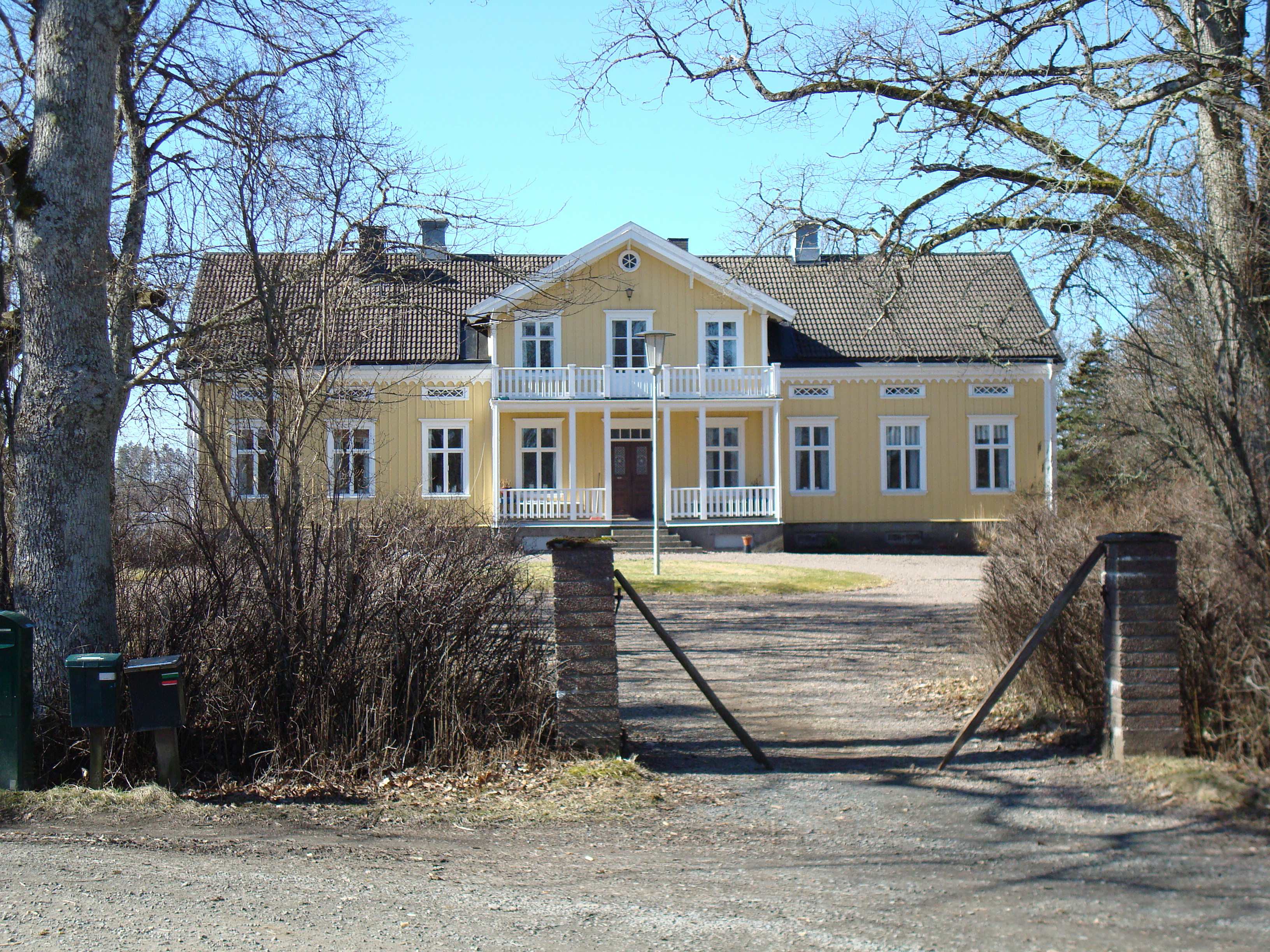
Stensholms säteri

Stensholm, 57°46′36″N 14°18′58″Ö / 57.77667°N 14.31611°Ö, är Hakarps största gård som när den var som störst hade mellan 20 och 25 torp under sig. Innan namnet Stensholm kom till hette den Rädishella eller Rädzla, vilka sammanslogs och bildade Stensholm. De första torp man vet tillhörde Stensholm var Arvidstorp, Bjursbäcken, Bron, Glasberga och Hallen på 1680-talet. Under de följande årtiondena byggdes även torp som Abrahamstorp, Brostugan och Tyskängen och påföljande decennium fanns där mer än 20 torp, en siffra som dock skulle komma att sjunka något under 1800-talets gång. 1902 vet man att gården hade elva torp under sig som gav 1 500 mansdagsverken och 50 kvinnodagsverken. Den minskade siffran berodde delvis på att torp friköptes och delvis på att allt fler började arbeta på industrierna i området.
Namnet på Stensholm har blivit utrett i en uppsats av en Hanna Friberg år 1919. Det ursprungliga namnet på gården är Stensholmen, vilket är bestämd form av holme i betydelsen liten ö. Stensholm låg förr i tiden på en i Huskvarnaån utskjutande udde, kringfluten av vatten. På udden låg även en borg. Borgar kallades på den tiden kort för "sten" och med genitiv av detta, får man "Stensholm". Den utskjutande udde som Stensholm en gång låg på är idag en ö, med stenrester.

### Stibbarp
Stibbarp, 57°49′16″N 14°17′16″Ö / 57.82111°N 14.28778°Ö, är ett helt mantals skattehemman som år 1346 omnämns när "Stybbatorp" genomgår en försäljning. I jordeboken från 1543 nämns gården igen. Smärre förändringar i gårdsnamnet har inträffat genom åren, med variationer som Stebbarp, Stibarp, Stibatorp och liknande. Gårdens förled är förmodligen genitiv av smeknamnet Stibbe, som torde vara ett smeknamn till Stigbjörn.
Undantagsstugan Södra Björkelund uppfördes av en av Stibbarps ägare, Lars Larsson år 1843 som låg nära angränsande till gården Läxarp. När Larsson avled några år senare bodde Larssons änka kvar på torpet, varpå det sedermera övertogs av dennes dotter. Fram till 1899 var torpet hyresbostad, tills det friköptes. 1928 stod torpet genom friköpning på ofri grund och avstyckades från Stibbarp 1831. Den är fortfarande bebodd. 
Norra Björkelund uppfördes i början av 1880-talet strax norr om Södra Björkelund av en av Stibbarps tidigare ägare och skulle brukas som undantagsbostad. Den övergick till upplåtarens dotter vid dennes död. Tomten avstyckades 1931 av Stibbarps dåvarande ägare. Den bytte som ett resultat av detta namn till Stibbarp 1:4 och tomten var ett halvt hektar stor. Den revs någon gång under 1960-talet och är idag platsen för en villa.

### Stutstorp
Gården Stutstorp, 57°48′44″N 14°20′23″Ö / 57.81222°N 14.33972°Ö, som var en fjärdedels mantal frälse, upptogs som ett nybyggt torp 1543. Bland annat har Nils Arvidsson Hägerflycht bebott gården. Namnet, vars förled kommer från namnet "Stut", som torde vara ett öknamn men som under medeltiden ofta brukades som vanligt namn, har under åren haft varierande namn som Störrstorp, Sturstorp och Studztorp.
Bergelund är namnet på två torp som avskiljs med epiteten "Stora" och "Lilla". Lilla Bergelund uppfördes 1844. De som uppförde torpet dog strax efter uppförandet och småbrukare övertog torpet. 1863 tillkom en stuga söder om huset, som sedermera kom att kallas Stora Bergelund då denna hade en större areal. Dessa två stugor blev under 1890-talet en jordbruksenhet som kort kallades Bergelund. Stora Bergelund revs först, år 1890, och 1905 revs även Lilla Bergelund. Timret användes till nya hus. Jorden återbördades till Stutstorps ägor, och ruiner finns kvar. En av invånarna på Bergelund var "Halte-Petter". Hans epitet kom av att han i sin ungdom slängts upp 30 meter i luften av en tromb som resulterade i skador som gjorde att han haltade.
Larstorp uppfördes av en av Stutstorps ägare något efter 1853 som ett undantag med plats för ett torp, hage till en ko och en åker. Torpet blev rejält och bestod som mest av sex byggnader; ett timrat tvåvåningshus med tegelbeklätt torvtak som tjänade som bostad med tre rum och kök, en visthusbod, en snickar- och vedbod, svinstia och slutligen en ladugård. Efter att upplåtaren och hans fru dött övertog häradsdomaren torpet. När dennes fru avlidit stod stugan tom i ett antal år, innan den revs någon gång runt 1917.
Nybygget var en backstuga som uppfördes runt 1873. Trots att upplåtaren enbart levde i tre år efter att stugan byggdes bodde änkan kvar i ytterligare 22 år tills hon dog 1898. Stugan stod under påföljande år tom tills den uppköptes för att användas som timmer till en bostad i Kämparp.
Den förste indelte soldaten tilldelades Soldattorp nr 60 under 1600-talets slut eller 1700-talets början. Eftersom han närvarade vid mönstringen i Wismar 1700 för Karl XII:s fälttåg, men aldrig återvände, dog han förmodligen under kriget. Därefter tilldelades en ny soldat torpet. Ingen av dessa soldater har någonsin omnämnts i kyrkoböckerna. Det har förmodligen grund i det snabba utbyte av soldater som var ett resultat av kriget. 1712 nämns den första i soldattorpet boende personen då han fick en son. Torpet var 7,8 meter på längden och 5,1 meter på bredden med torvtak. Den tillhörande ladugården, som var täckt med halm, var 16,8 meter på längden och 4,5 meter på bredden. När den sista soldaten i torpet slutade sin soldattjänst år 1903 köpte denne soldatstugan, vilka båda revs och användes som virke vid uppförandet av Fridhem. Arealen delades upp mellan Stutstorps gårdar. På en del av arealen uppfördes 1909 torpet Edstorp som står kvar idag.
Pettersberg uppfördes 1853 vid ett bergs fot till en av gårdsägarnas söner vars fysik inte var så god och Hakarps präst vid den tiden beskrev honom som bräcklig och fattig. Efter att ägaren avled 1873 revs stugan. 
Åkersberg var namnet på en stuga som låg i Stutstorps sydvästligaste utkanter och uppfördes år 1862. Stugan bestod av ett rum på 13 kvadratmeter av vilka hälften bestod av en öppen spis. Förutom detta rum fanns en förstuga med jordgolv använd som vedbod. Den revs 1909 och idag återstår ett äppelträd och ruiner.

## Referenser

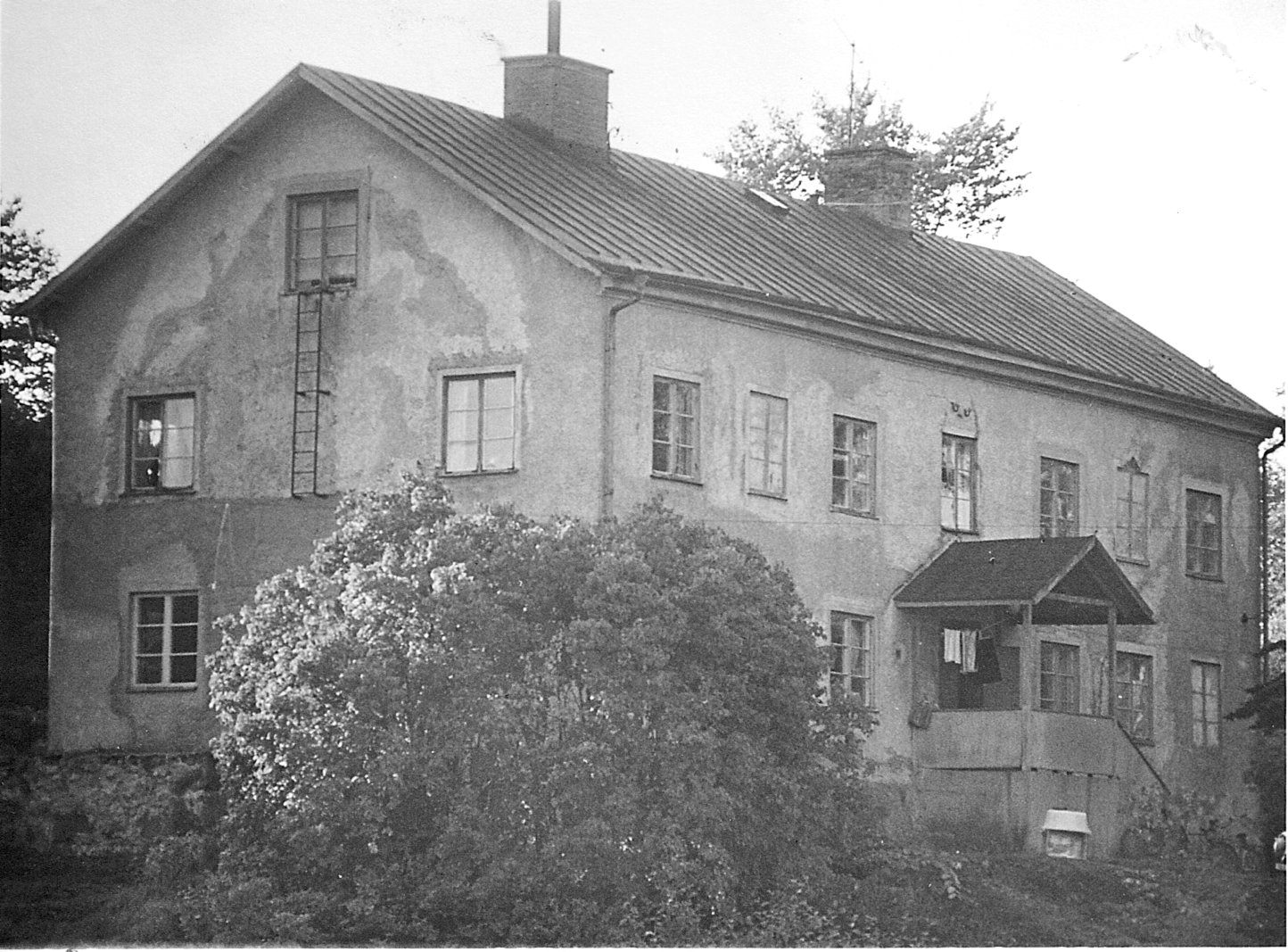
Åbo. Fotografiet är taget 1969, samma år som huset revs.